# Kærsgård (Tornby Sogn)
 For alternative betydninger, se Kærsgård. (Se også artikler, som begynder med Kærsgård)
Kærsgård eller Kjærsgaard beliggende i Tornby Sogn, Vennebjerg Herred, Hjørring Amt er en herregård, som i slutningen af 1300-tallet tilhørte Hr. Niels Ovesen (Panter) og hans hustru Johanne Andersdatter (Stenbrikke) og siden deres søn væbner Anders Nielsen (Panter) 
I 1898 opførtes en ny hovedbygning i en etage med midterparti og sidefløj.

## Ejere
- 1400 – ca. Niels Ovesen Panter
- Anders Nielsen Panter
- Bonde Due
- Niels Eriksen Banner
- 1500 – ca. Kathrine Nielsdatter Banner
- Jens Nielsen Rotfeld
- Niels Jensen Rotfeld
- 1568 – ca. Bjørn Kaas
- Niels Kaas
- 1610 – ca. Anne Nielsdatter Kaas
- 1615 Christence Dyre
- Jørgen Kruse
- Claus Iversen Dyre og Karen Hansdatter Dyre
- 1671 – ca. Thomas Thomassen og Karen Dyre
- Thomas Thomassen og Ellen og Otte Arenfeld
- Thomas Thomassen og Knud Hansen Hop
- Thomas Thomassen og Arnold Chr. Dyssel
- 1715 Thomas Thomassen og Chisten v. Ginckelberg
- 1719 Thomas Thomassen og Enevold Heug
- Anne Pedersdatter Brøndlund  og Enevold Heug
- 1720 Peder Thomsen og Enevold Heug
- 1726 Peder Iversen og Enevold Heugl
- 1728 Niels Kjær
- 1758 Jens Berg
- 1806 Jakob Jørgen Berg
- 1820 Eilert Hagerup Bornemann Segelcke
- 1856 P.B. og A.R.Segelcke
- 1885 E. Bruun
- Carl D. Nielsen
- 1906 Jørgen Larsen
- 1912 Johs. Kærgaard
- konsortium – og flere ejere
- 1922 S. Nielsen
- 1933 Chr. H. Nielsen
- 1947 O. Olsen [1]